# Повне банківське резервування
Повне банківське резервування (англ. full-reserve banking) — запропонована альтернатива частковому банківському резервуванню, за якої для значної кількості випадків банки повинні зберігати всю суму коштів вкладника у грошовій формі, придатної до негайного зняття коштів на вимогу клієнта. Кошти, депоновані клієнтами на депозитних рахунках до запитання (наприклад, на розрахункових рахунках), банки не зможуть використовувати для видачі позик, оскільки будуть зобов'язані зберігати весь депозит для задоволення потенційного розпорядження про виплату. Такі обмеження не передбачаються для депозитів, які не підлягають негайній сплаті на вимогу, наприклад, для термінових вкладів.
Повне банківське резервування пропонувалось і у минулому. Зокрема, в 1935 році група економістів, до якої входив Ірвінг Фішер, пропонувала це серед заходів для запобігання повторенню Великої депресії. Інтерес до подібних інструментів відновився після світової економічної кризи 2008 року.
Нині у жодній країні світу немає обов'язкового повного банківського резервування. Якщо навіть якісь банки і дотримуються подібних норм, то роблять це на власний вибір або на підставі контрактів. Хоча уряди деяких країн, таких як Ісландія та США, розглядали можливість запровадження повного резервування, щоб уникнути майбутніх фінансових криз. У 2018 році Швейцарія на референдумі відхилила Ініціативу суверенних грошей, у якій повне банківське резервування було важливим компонентом запропонованої реформи швейцарської валютної системи.

## Думки

### На підтримку
Економіст Мілтон Фрідман свого часу виступав за 100-відсоткове обов'язкове резервування для контролю рахунків. Економіст Лоуренс Котлікофф також закликав покласти край банківській справі з частковим резервуванням. Представник австрійської школи Мюррей Ротбард вважав, що резерви менше 100 % є шахрайством з боку банків та повинні бути незаконними, що повне банківське резервування усуне ризик банкрутства. Хесус Уерта де Сото, інший економіст австрійської школи, також рішуче виступає на користь банківської діяльності з повним резервуванням та заборони операцій з частковим резервуванням.
Фінансова криза 2008 року призвела до відновлення інтересу до повного банківського резервування та суверенних грошей, що випускаються виключно центральним банком. Грошово-кредитні реформатори відзначають, що банківські операції з частковим резервуванням призводять до принципової неможливості виплатити всі борги, зростання економічної нерівності, неминучих банкрутств та імперативу постійно нестійкого економічного зростання. Головний економіст Financial Times Мартін Вольф заявляє, що повне банківське резервування «принесе величезні переваги».

### Проти
Деякі економісти зазначають, що в умовах повного резервування банки не отримуватимуть дохід від кредитування за рахунок коштів, отриманих від вкладів до запитання, а значить вкладники повинні будуть самостійно оплачувати повну вартість банківських послуг з ведення рахунків, зберігання коштів, виконання розпоряджень. Ймовірно, це не знайде підтримки широких верств населення. Економісти Дуглас У. Даймонд та Філіп Х. Дібвіг попереджають у своїй роботі про фінансові кризи, що при банківському обслуговуванні з повним резервуванням функцію надання коштів із частковим резервуванням можуть взяти на себе небанківські кредитні інститути. Нерегульовані інститути (наприклад, емітенти високоприбуткових облігацій) візьмуть на себе економічно необхідну роль фінансового посередництва та свопування строків погашення боргів, що призведе до дестабілізації фінансової системи та до частіших фінансових криз.
У відповідь на підтримку різними авторами повного резервування в банківській діяльності Пол Кругман заявляє, що ідея «безумовно варта того, щоб про неї говорити», але побоюється, що вона виведе фінансову активність за межі банківської системи в менш регульовану тіньову систему.